# 马蹄瀑布
马蹄瀑布（英語：Horseshoe Falls，也称作加拿大瀑布)，是北美洲尼亚加拉瀑布的一部分，属于尼亚加拉河。该瀑布横跨美国和加拿大两国，马蹄瀑布的约2/3的位于加拿大的安大略省，剩余的1/3位于美国的纽约州西南部接壤地带。